# Campylorhynchus gularis
Campylorhynchus gularis е вид птица от семейство Troglodytidae.

## Разпространение
Видът е разпространен в Мексико.